# رمیلک
رمیلک (به فارسی: رَبَنیک) (نام علمی: Ziziphus nummularia)، درختچه‌ای است جنگلی بومی جنوب ایران، هند و پاکستان که از تیرهٔ Rhamnaceae می‌باشد و کاربرد دارویی و بیابان‌زدایی دارد.
در ایران، این گیاه به صورت وحشی در مناطق کوهپایه‌ای و گرمسیر جنوب رشته کوه زاگرس می‌روید و از خانواده درخت کنار می‌باشد.

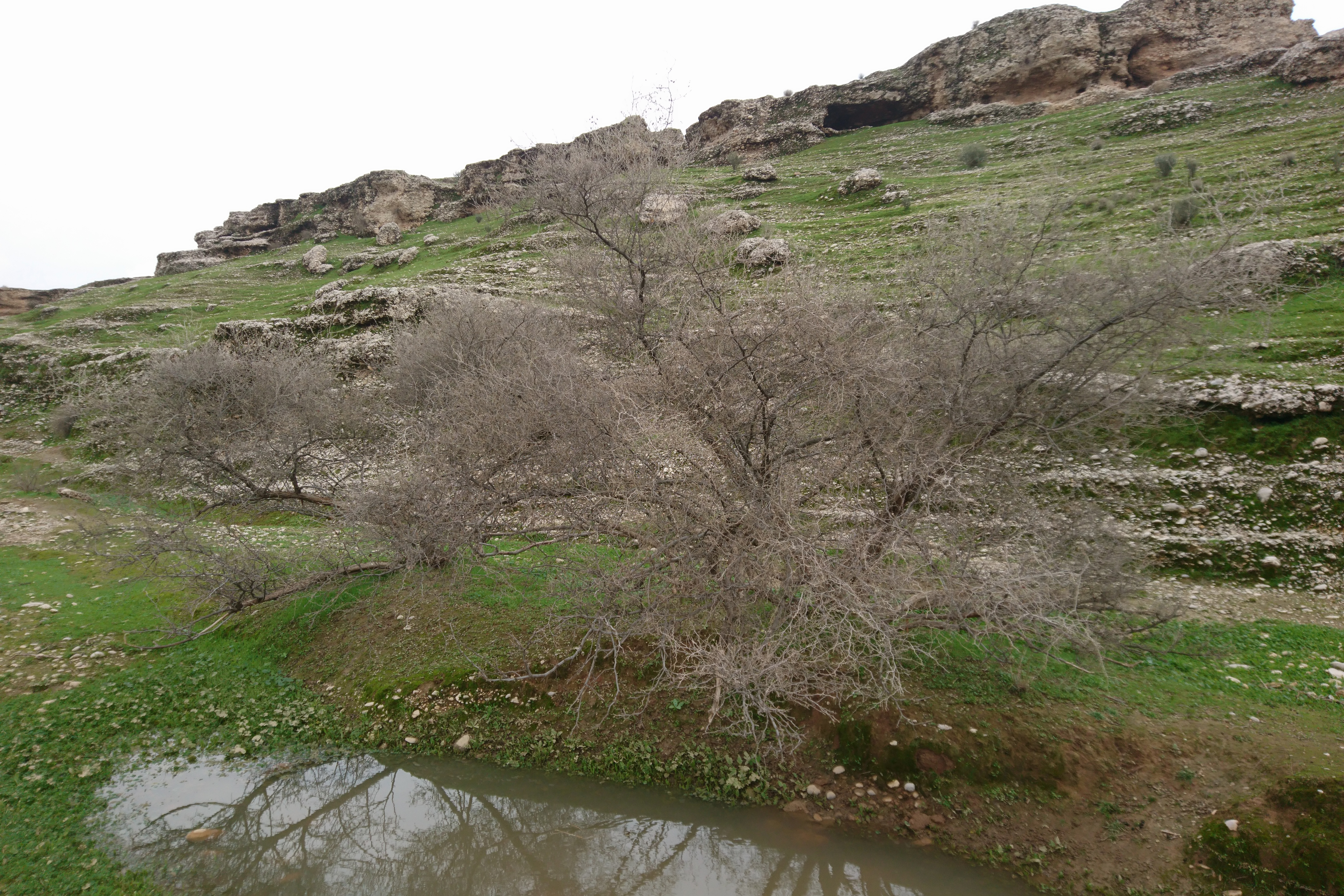
درختچه ربنیک، بهبهان

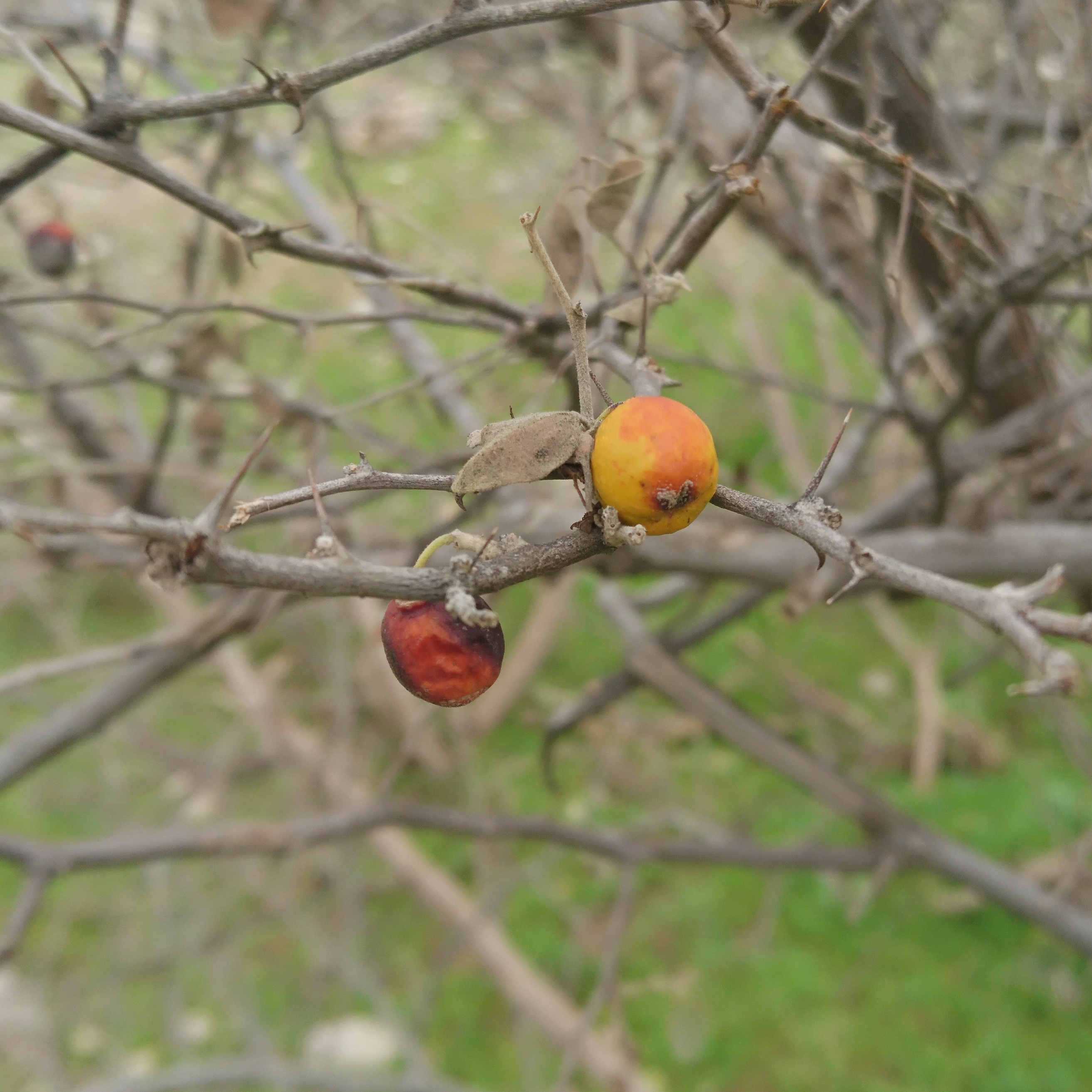
ربنیک نارس و خشکیده، بهبهان

نام محلی ربنیک در گویش لری رملیگ یا رملیک است.

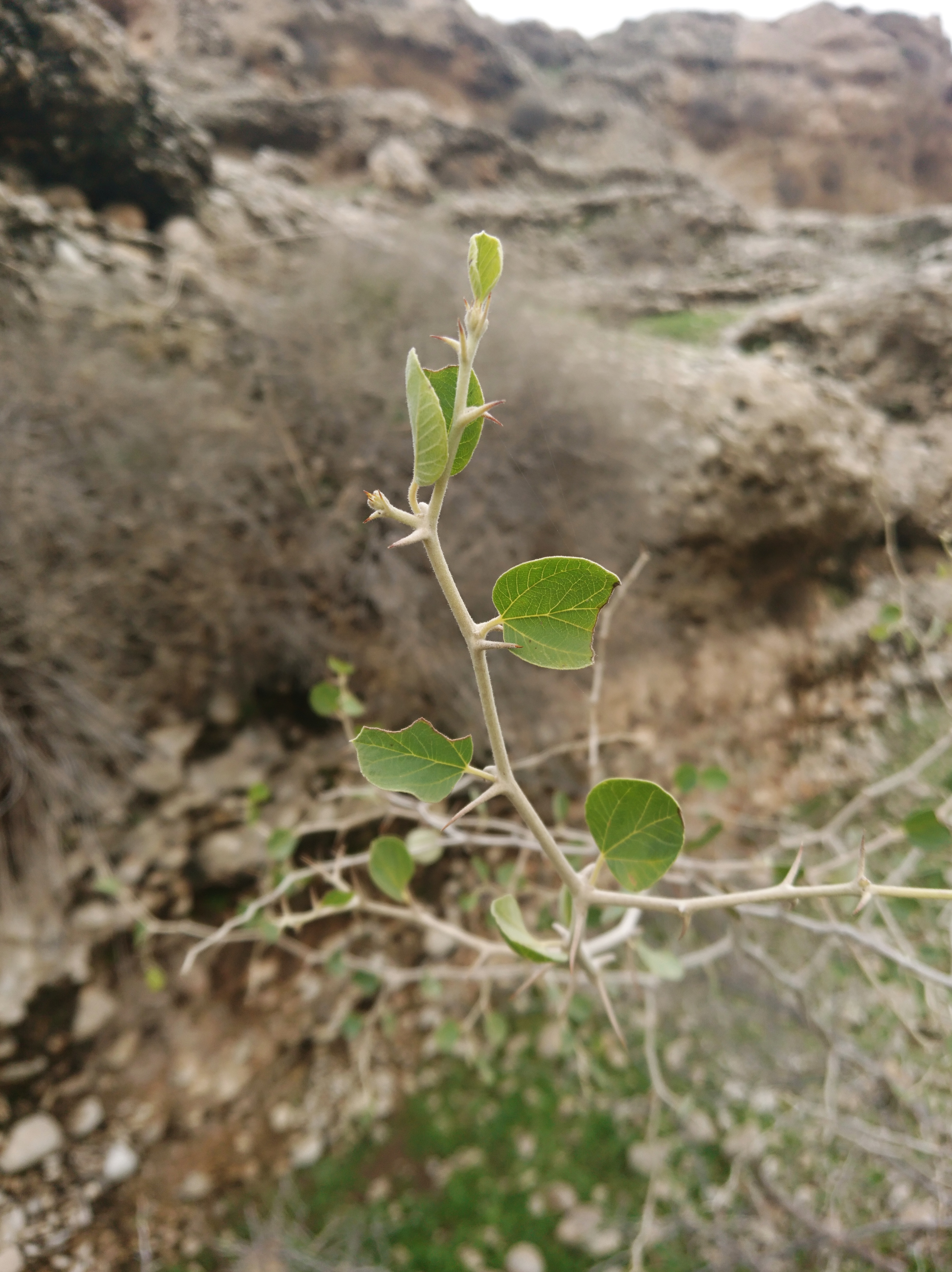
برگ ربنیک، بهبهان

میوه ربنیک خوراکی بوده و در طیف رنگی زرد تا قرمز آجری و زرشکی قابل رؤیت است. شکل ظاهری آن شبیه میوه درخت سدر (کنار) ولی با اندازه کوچکتر می‌باشد. مزه این میوه ترش است، و جهت درمان یبوست کاربرد دارد. میوه رسیده آن را جوشانده و از عصاره به دست آمده از آن در تهیه یک نوع غذای محلی به نام قلیه ربنیک استفاده می‌شود.

## نگارخانه

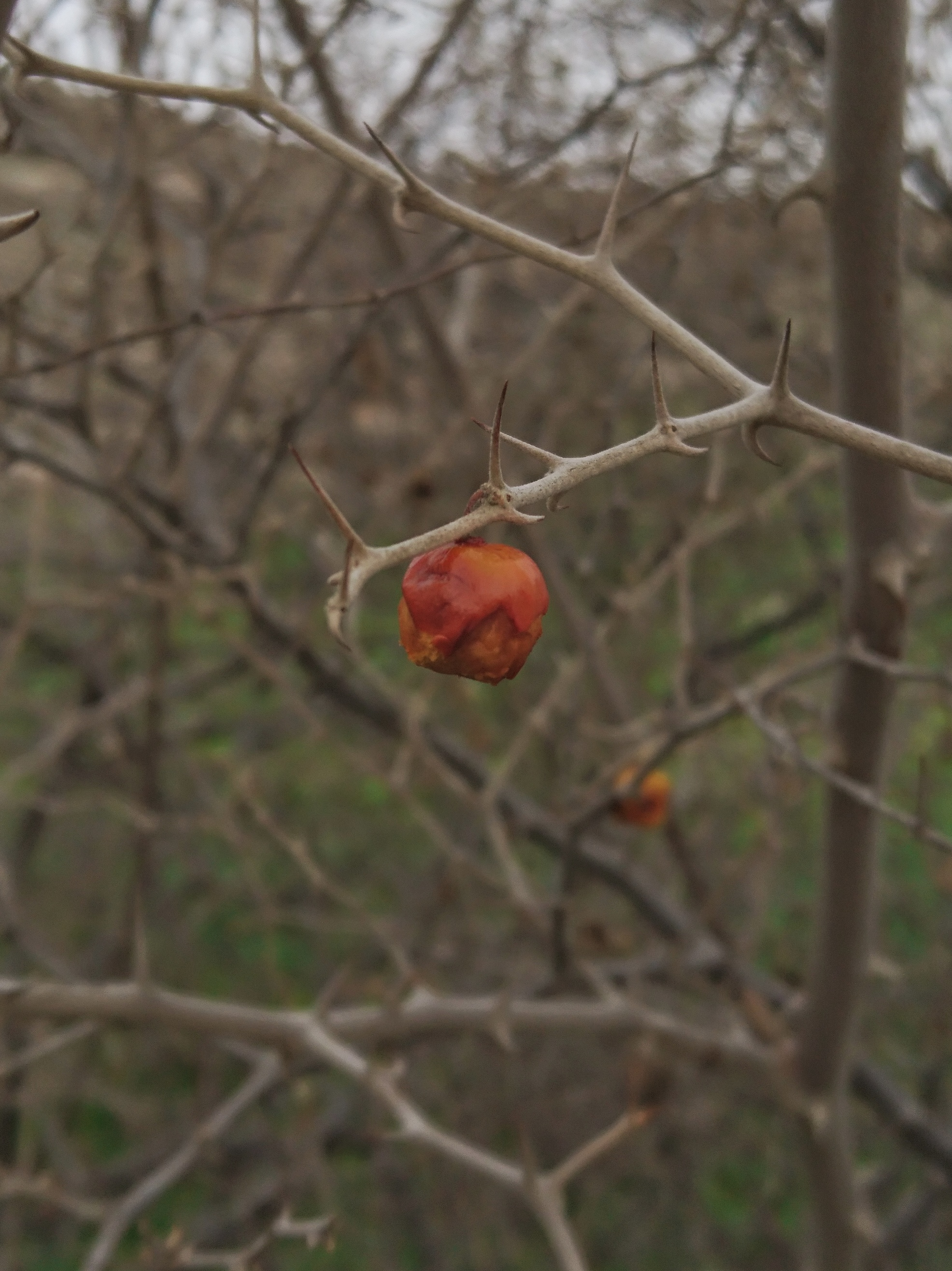
ربنیک نیم‌خورده و خشکیده، بهبهان
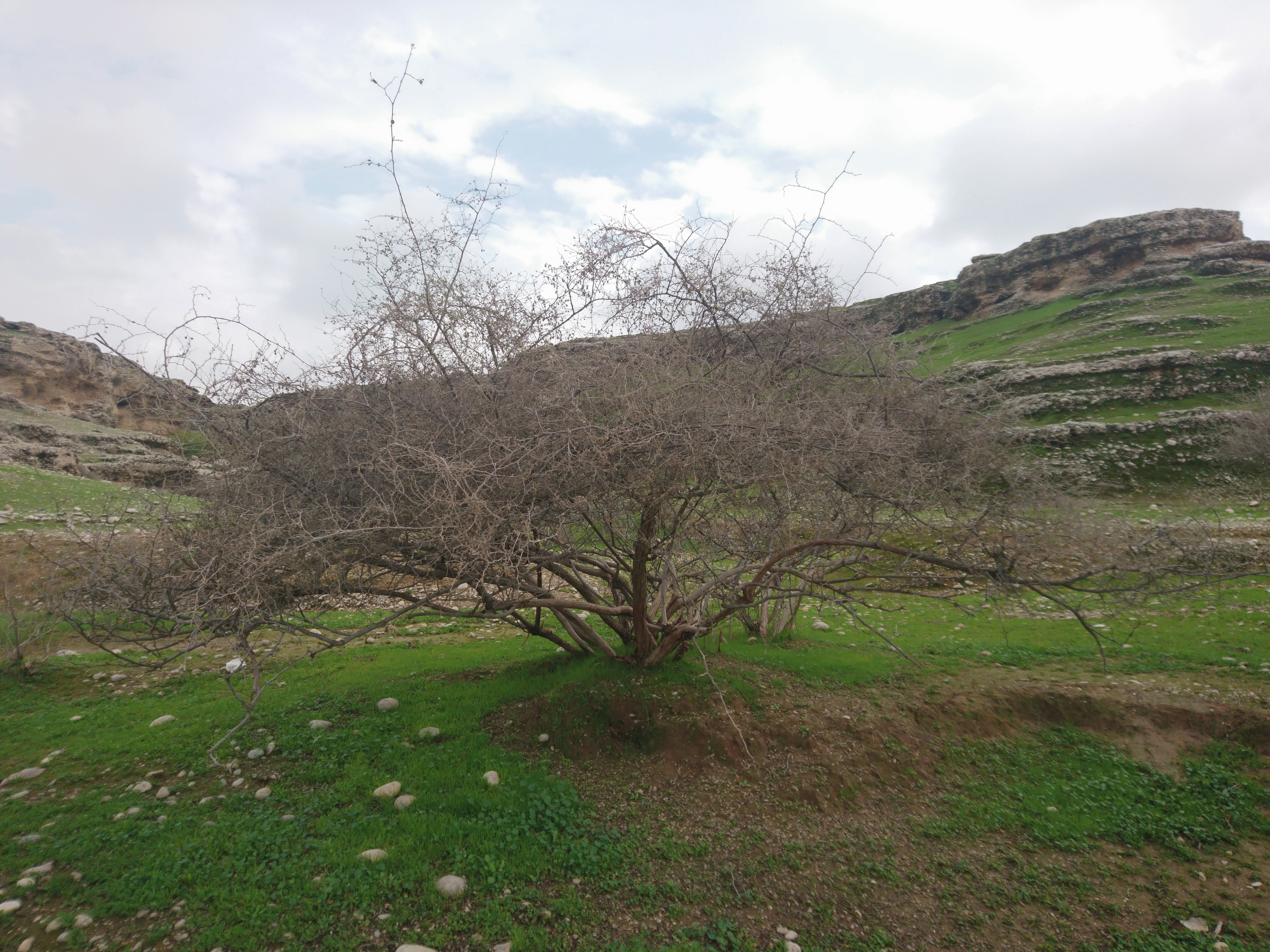
درختچه ربنیک، بهبهان
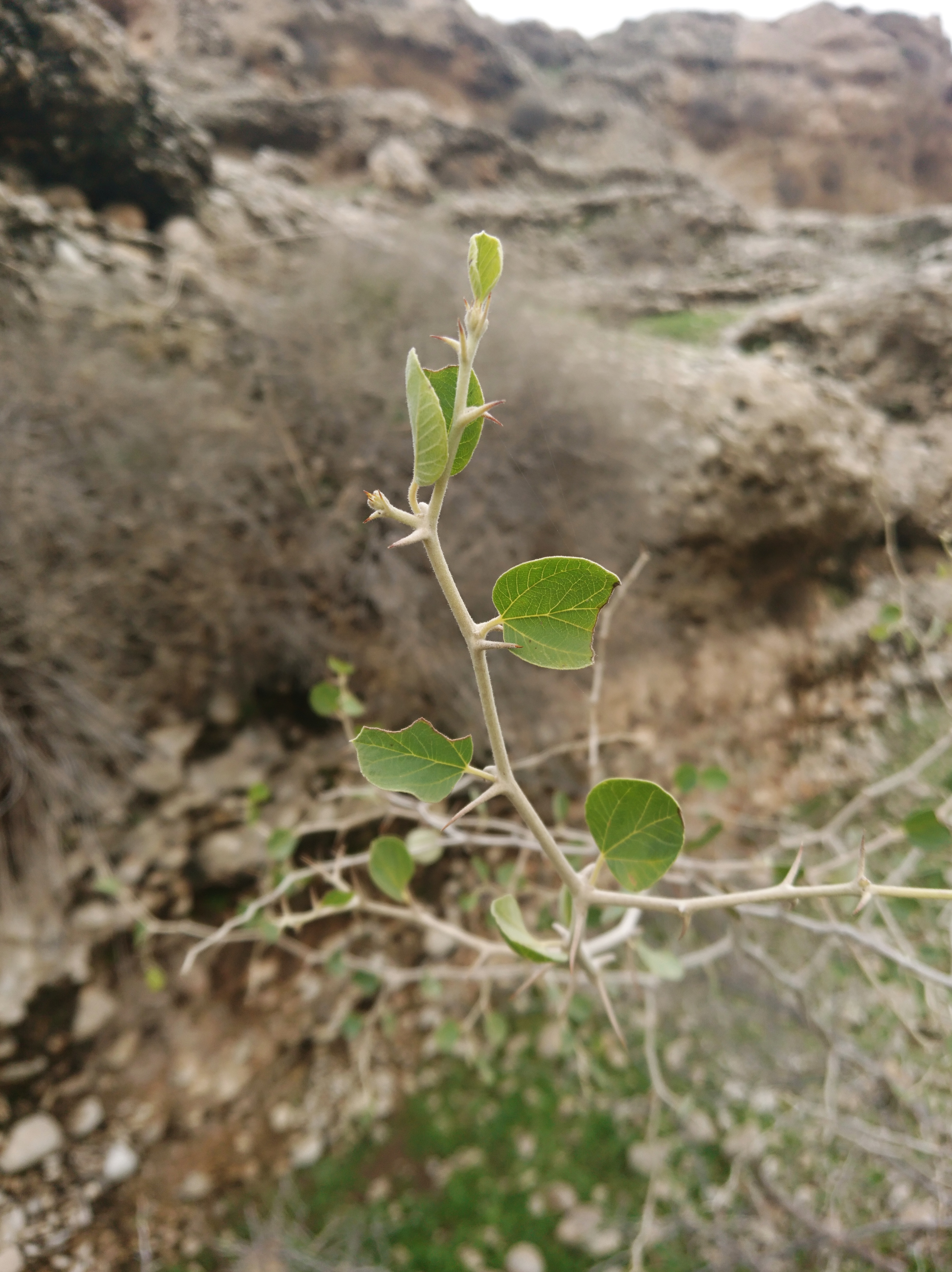
برگ درختچه ربنیک، بهبهان
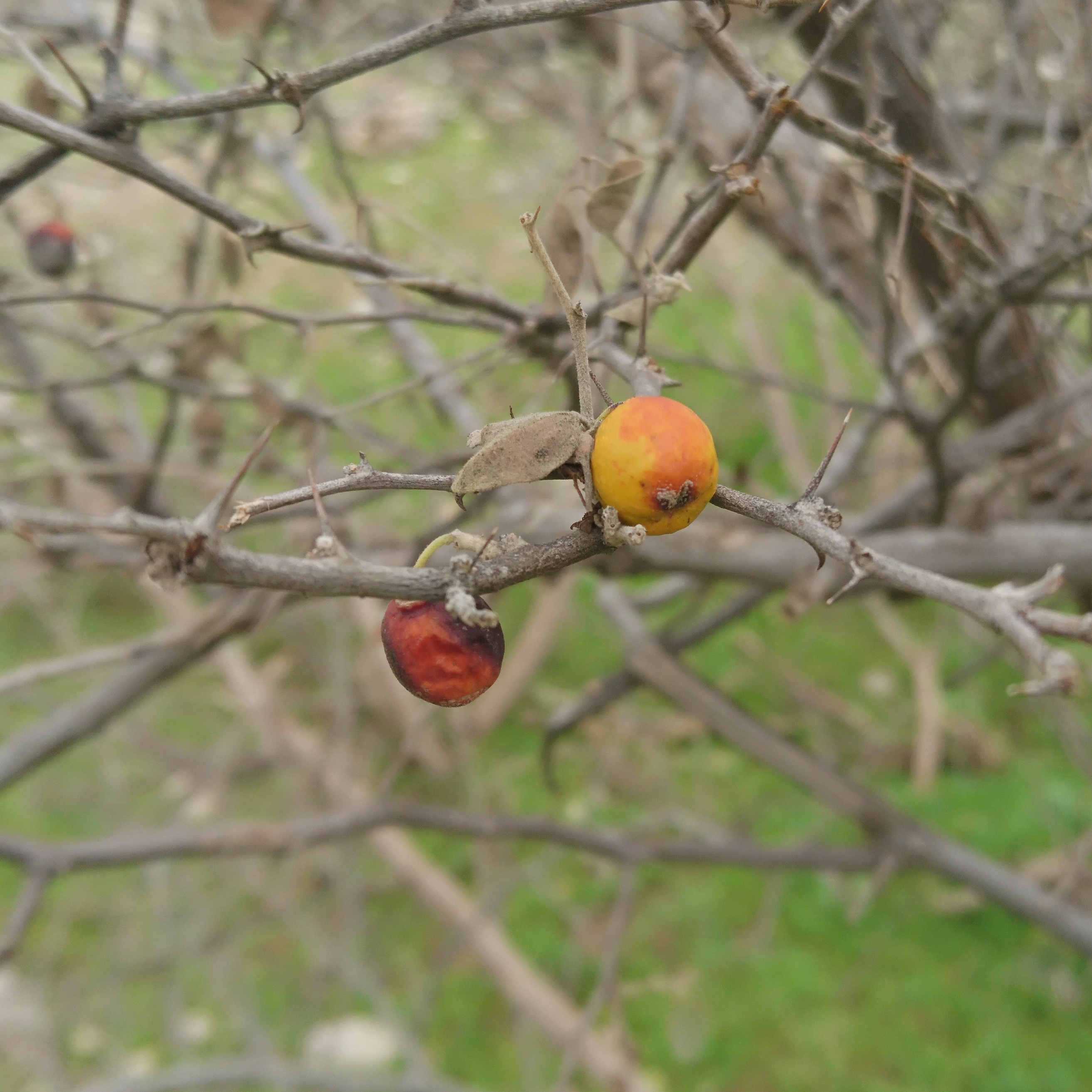
ربنیک نارس و خشکیده، بهبهان
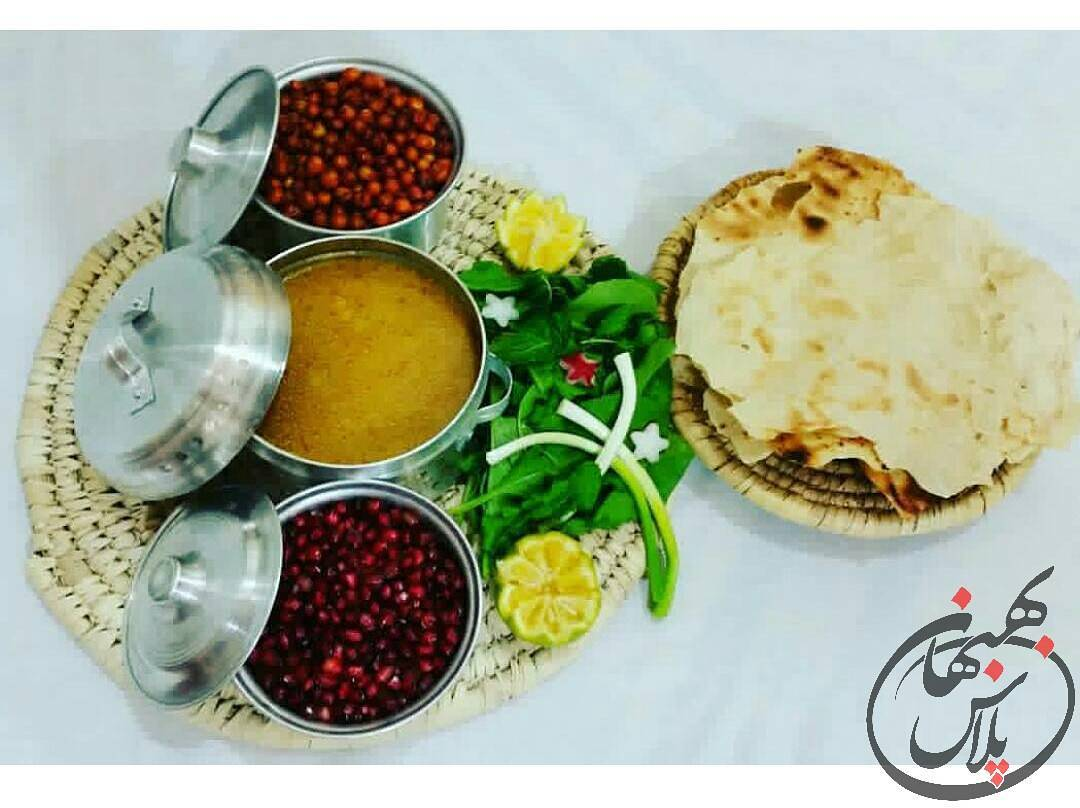
خوراک (پیش غذای) قلیه ربنیک
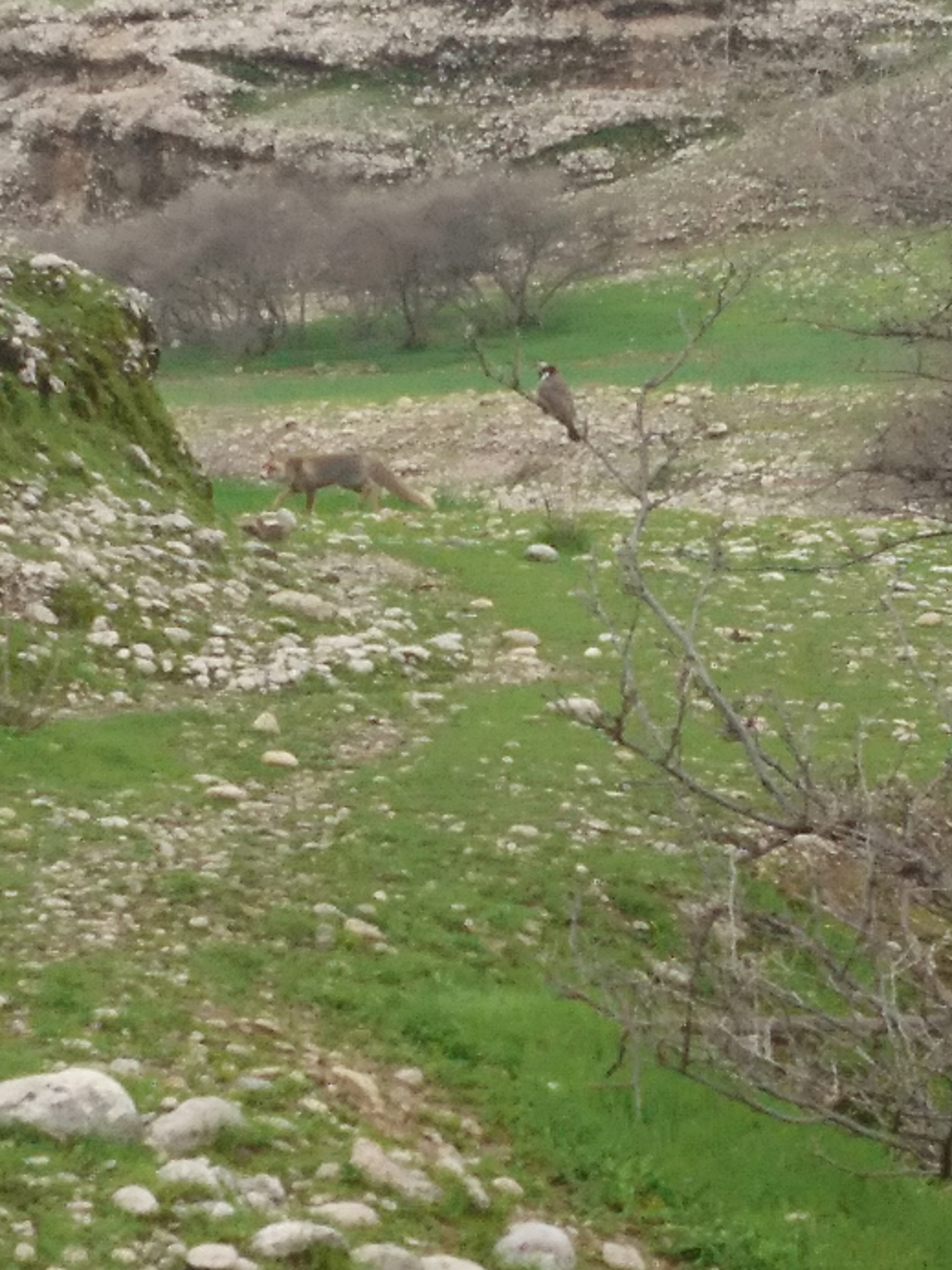
بلبل گوش‌سفید روی درختچه ربنیک و روباهی در کمین، بهبهان
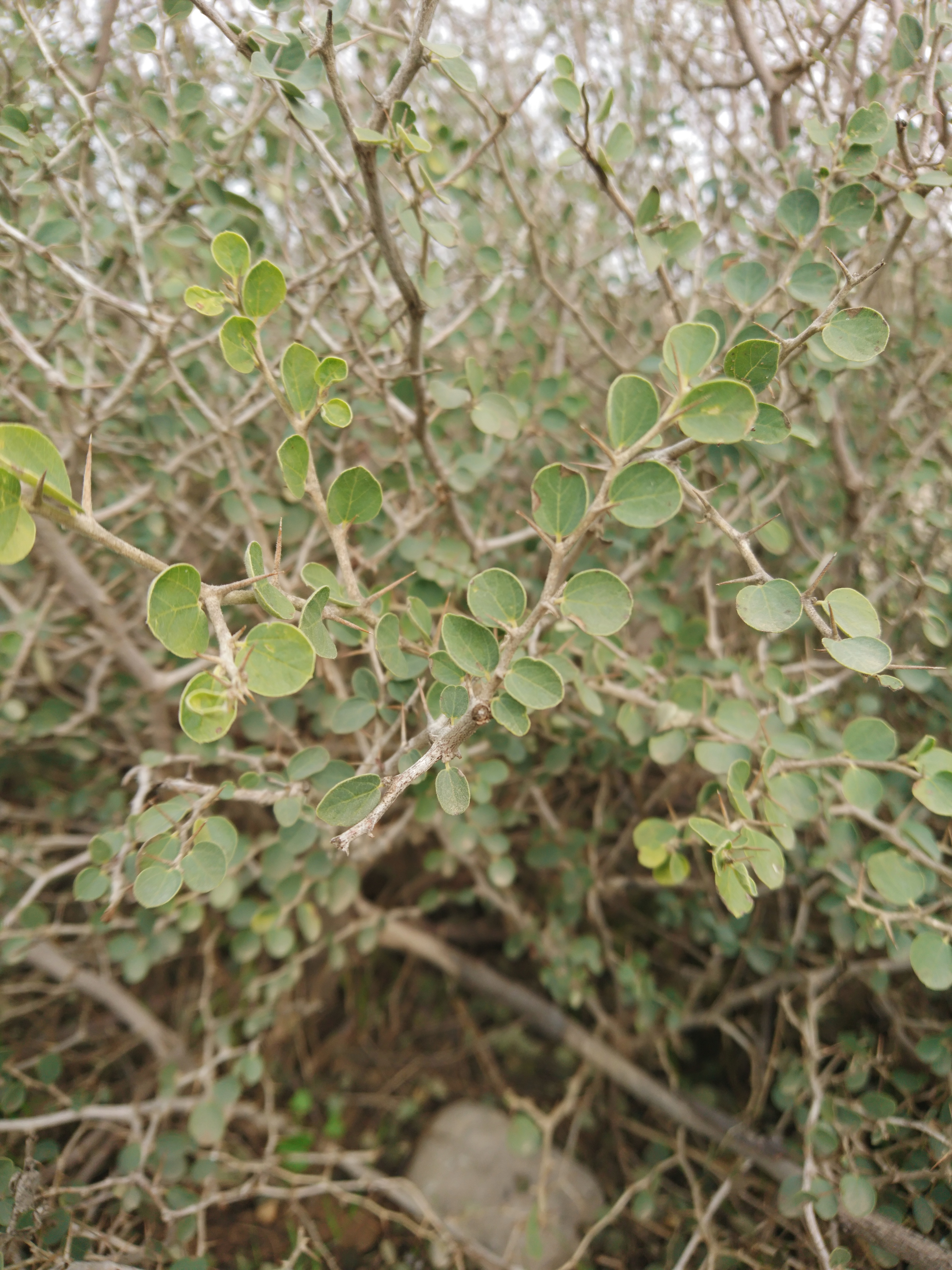
شاخ و برگ درختچه ربنیک، بهبهان